# Сен-Жюльен-де-Турсак
Сен-Жюлье́н-де-Турса́к (фр. Saint-Julien-de-Toursac, окс. Sant Julien de Toursac) — коммуна во Франции, находится в регионе Овернь. Департамент — Канталь. Входит в состав кантона Мор. Округ коммуны — Орийак.
Код INSEE коммуны — 15194.
Коммуна расположена приблизительно в 460 км к югу от Парижа, в 135 км юго-западнее Клермон-Феррана, в 25 км к юго-западу от Орийака.

## Население
Население коммуны на 2008 год составляло 141 человек.
| 1962 | 1968 | 1975 | 1982 | 1990 | 1999 | 2008 |
| ---- | ---- | ---- | ---- | ---- | ---- | ---- |
| 154  | 183  | 148  | 115  | 116  | 105  | 141  |

## Экономика
В 2007 году среди 81 человека в трудоспособном возрасте (15—64 лет) 62 были экономически активными, 19 — неактивными (показатель активности — 76,5 %, в 1999 году было 67,2 %). Из 62 активных работали 60 человек (33 мужчины и 27 женщин), безработных было 2 (1 мужчина и 1 женщина). Среди 19 неактивных 5 человек были учениками или студентами, 5 — пенсионерами, 9 были неактивными по другим причинам.

## Достопримечательности
- Замок Носаз (XII—XIII века). Памятник истории с 2003 года[3]